# スティル・クレイジー
『スティル・クレイジー』 (Still Crazy) は、1998年制作のイギリス映画。1970年代に活躍した架空のロックバンド、"ストレンジ・フルーツ"の20年後の復活を描く音楽コメディ。

## ストーリー
1977年、伝説のウィズベック・コンサートで、ロックバンド、ストレンジ・フルーツは解散した。それから20年、キーボード奏者だったトニー(スティーヴン・レイ)は、ウィズベックのプロモーターだった男の息子に再結成を持ちかけられる。トニーはマネージャーだったカレン(ジュリエット・オーブリー)と共に昔の仲間であるベースのレス(ジミー・ネイル)、ドラマーのビーニー(ティモシー・スポール)、ボーカルのレイ(ビル・ナイ)が集めたが、ギタリストのブライアンは死んだという噂。ローディのヒューイ(ビリー・コノリー)も加わり、再結成をかけてヨーロッパツアーに出るが、結局ケンカ別れしてしまう。そんな矢先、カレンはブライアンが生きていることを知る。ウィズベック20周年のコンサートに参加するメンバー。精神を病んでいたブライアンは出場を拒否。が、歌えなくなったレイを見てステージに上がり、ここにストレンジ・フルーツは見事に復活する。

## キャスト
| 役名       | 俳優                     | 日本語版   |
| ---------- | ------------------------ | ---------- |
| トニー     | スティーヴン・レイ       | 田原アルノ |
| レイ       | ビル・ナイ               | 佐古正人   |
| ビーノ     | ティモシー・スポール     | 沢木郁也   |
| レス       | ジミー・ネイル           | 稲葉実     |
| ヒューイー | ビリー・コノリー         | 宝亀克寿   |
| カレン     | ジュリエット・オーブリー |            |
| ルーク     | ハンス・マシソン         | 吉田裕秋   |
| ブライアン | ブルース・ロビンソン     |            |
| 黒服の女   | フランシス・バーバー     |            |

- 日本語版、翻訳：松崎広幸、調整：菊池悟史、演出：中野洋志